# Обербромбах
Обербромбах (нем. Oberbrombach) — община в Германии, в земле Рейнланд-Пфальц. 
Входит в состав района Биркенфельд. Подчиняется управлению Биркенфельд.  Население составляет 440 человек (на 31 декабря 2010 года). Занимает площадь 6,56 км².